# Ottavio Spano
Ottavio Spano detto Toto (Olbia, 29 agosto 1923 – Olbia, 5 maggio 2015) è stato un politico italiano.
A 24 anni lasciò la sua Sardegna per la Lombardia dove divenne segretario della Cisl di Varese e Sondrio e capo dell'ufficio contratti e vertenze. Iscritto al Partito Socialista Italiano dal 1943 e tornato in Sardegna, fu membro del Consiglio nazionale durante la segreteria Craxi. Nel 1970 venne eletto per la prima volta in consiglio comunale, a Olbia, e fino al 1975 rivestì la carica di vicesindaco. Fu più volte assessore comunale ai Lavori pubblici e provinciale, nel 1983 venne eletto senatore col PSI nella IX legislatura nel collegio di Tempio-Ozieri.